# Atletismo nos Jogos Pan-Americanos de 1967 - Arremesso de peso feminino
A prova do arremesso de peso feminino nos Jogos Pan-Americanos de 1967 foi realizada em Winnipeg, Canadá.

## Medalhistas
| Ouro                      | Prata                          | Bronze                   |
| Nancy McCredie CAN Canadá | Lynn Graham USA Estados Unidos | Maureen Dowds CAN Canadá |

## Resultados
| Posição           | Nome               | Nacionalidade      | Marca | Notas |
| ----------------- | ------------------ | ------------------ | ----- | ----- |
| Medalha de ouro   | Nancy McCredie     | CAN Canadá         | 15.18 |       |
| Medalha de prata  | Lynn Graham        | USA Estados Unidos | 14.88 |       |
| Medalha de bronze | Maureen Dowds      | CAN Canadá         | 14.35 |       |
| 4                 | Maren Seidler      | USA Estados Unidos | 14.11 |       |
| 5                 | Hilda Ramírez      | CUB Cuba           | 14.07 |       |
| 6                 | Rosa Molina        | CHI Chile          | 13.68 |       |
| 7                 | Norma Suárez       | ARG Argentina      | 13.32 |       |
| 8                 | Guadalupe Lartigue | MEX México         | 13.13 |       |